# Rolls-Royce 15 hp
Der Rolls-Royce 15 hp war eines der vier Pkw-Modelle, die nach dem Vertrag zwischen Charles Rolls und Henry Royce vom 23. Dezember 1904 gebaut wurden. Der Wagen hieß zwar Rolls-Royce, wurde aber von der Firma von Henry Royce, der Royce Ltd. im Ortsteil Trafford Park in Manchester, gebaut und nur beim Autohandelshaus von Charles Rolls, der C. S. Rolls & Co., zum Preis von GBP 500 verkauft. Der 15 hp wurde zusammen mit seinen Schwestermodellen 10 hp und 20 hp, sowie dem Motor des Modells 30 hp, im Dezember 1904 auf dem Pariser Autosalon ausgestellt, aber weil der neue Dreizylindermotor noch nicht fertig war, war das Fahrgestell nicht komplett.
Dreizylindermotoren waren in den frühen Jahren der Motorisierung sehr populär und so war einer auch Teil des Programms des aufstrebenden Unternehmens. Die Konstruktion versprach einen ruhigeren Lauf als beim Reihenzweizylinder, war aber sehr viel leichter herzustellen als ein Reihensechszylinder mit seiner langen Kurbelwelle. Royce aber entwickelte sein Motorenprogramm, indem er vom Zweizylinderblock ausging und zwei davon für einen Vierzylinder und drei davon für einen Sechszylinder zusammensetzte. Der Dreizylinder passte nicht in diese Reihe, da seine Zylinder einzeln gegossen wurden. Darin liegt vermutlich der Grund, aus dem später nur noch Sechszylindermotoren entstanden. Der Dreizylindermotor, deren Bohrung einen Durchmesser von 101,6 mm besaß und dessen Hub 127 mm betrug, hatte einen Hubraum von 3089 cm³, Wasserkühlung und war gegengesteuert (Einlassventile im Kopf hängend, Auslassventile seitlich im Zylinder stehend). Eine Hochspannungszündung mit vorgeladenen Akkumulatoren, einem Summer und einer Zündspule sorgte für den Zündfunken. Da die Beleuchtung mit Petroleum arbeitete, gab es keine weiteren elektrischen Verbraucher. Der Motor leistete 15 bhp (11 kW) bei 1000 min−1. Die Motordrehzahl wurde durch einen mechanischen Drehzahlregler stabil gehalten, der mit dem Gaspedal beeinflusst werden konnte. Der Wagen hatte ein Dreiganggetriebe, das über eine kurze Welle und eine Lederkonuskupplung mit dem Motor verbunden war.
Die Höchstgeschwindigkeit betrug 63 km/h. Die Fußbremse wirkte auf das Getriebe und die Handbremse auf Trommelbremsen an den Hinterrädern. Vorder- und Hinterachse waren an Längsblattfedern aufgehängt. Einige Wagen hatten zusätzlich hinten eine Querblattfeder zur Unterstützung eingebaut. Die Wagen waren mit Holzspeichenrädern ausgestattet.
Rolls-Royce lieferte nur das Fahrgestell und den Antrieb, aber nicht die Aufbauten. Die Kunden erhielten die Wagen ohne Karosserie und mussten sich selbst um einen Stellmacher bemühen, wobei ihnen Barker empfohlen wurde. 
Von den insgesamt nur im Jahre 1905 gefertigten sechs Exemplaren ist nur eines mit dem amtlichen Kennzeichen SD661 bis heute erhalten.